# Bayonetta (série)
Bayonetta (ベヨネッタ, Beyonetta) é uma série de jogos eletrônicos do gênero hack and slash desenvolvida pela Platinum Games. A franquia foi introduzida em 2009 com seu primeiro jogo, Bayonetta. A sequência, Bayonetta 2, foi lançada em 2014 e Bayonetta 3 foi lançado em 28 de outubro de 2022. Em todos os jogos da franquia, a personagem titular é a protagonista.

## Jogos

### Bayonetta(2009)
O primeiro jogo da série foi dirigido por Hideki Kamiya, que criou a franquia Devil May Cry enquanto trabalhava na Capcom. Bayonetta foi o terceiro título no contrato de quatro jogos da Platinum com a Sega. O jogo foi lançado em 29 de outubro de 2009, no Japão, e foi lançado mundialmente em janeiro de 2010 para Xbox 360 e PlayStation 3. O jogo recebeu críticas geralmente positivas após o lançamento. Foi o jogo de maior sucesso comercial da Platinum na época, mas a empresa ficou decepcionada com as vendas. Mais de 1,35 milhão de unidades do jogo foram enviadas às lojas.  Uma versão remasterizada do jogo foi lançada junto com Vanquish para PlayStation 4 e Xbox One em fevereiro de 2020.

### Bayonetta 2(2014)
Bayonetta 2 foi anunciado em 2012 durante um Nintendo Direct para o Wii U. A decisão não foi bem recebida pelos fãs, já que o jogo não estaria disponível para PlayStation 3 e Xbox 360. A Platinum estava inicialmente trabalhando com a Sega para criar a sequência, mas a Sega decidiu cancelar o jogo ainda durante o seu desenvolvimento. A Nintendo posteriormente reviveu o projeto. De acordo com o produtor Atsushi Inaba, o jogo não teria sido possível se eles não tivessem recebido o financiamento e o apoio da Nintendo. A Sega permaneceu como consultora do jogo.   O jogo foi dirigido por Yusuke Hashimoto, e Kamiya teve uma função de supervisão. O jogo foi lançado em 2014 com críticas muito positivas e, até março de 2018, o jogo vendeu quase 700.000 unidades em todo o mundo, incluindo aproximadamente 400.000 no Switch e quase 300.000 no Wii U. 

### Bayonetta 3(2022)
Um terceiro jogo da série foi anunciado pela Nintendo no The Game Awards (TGA) 2017, e somente anos depois recebeu uma previsão de lançamento durante um Nintendo Direct em setembro de 2021. Ele foi lançado exclusivamente para o Nintendo Switch em 28 de outubro de 2022, com críticas bastante positivas, elogiando o estilo e combate criativo do jogo, mas com ressalvas quanto à narrativa e a performance. O jogo vendeu mais de um milhão de cópias em menos de quatro meses desde seu lançamento, um recorde para a franquia.

### Bayonetta Origins: Cereza and the Lost Demon(2023)
Um jogo complementar prequel para Bayonetta 3, com foco em Cereza, nome verdadeiro da Bayonetta, quando era criança, foi anunciado pela Nintendo no The Game Awards 2022. Foi lançado no Nintendo Switch em 17 de março de 2023 , com críticas positivas, mesmo tendo um estilo mais infanto-juvenil, completamente diferente da franquia principal.

## Em outras mídias
Um filme de anime baseado no primeiro jogo, intitulado Bayonetta: Bloody Fate, foi produzido pelo estúdio Gonzo e lançado em 2013. 
Bayonetta aparece como uma personagem para download no jogo de luta multiplayer da Sega Anarchy Reigns, e como uma personagem convidado especial ao lado de Jeanne e Rodin no jogo da Nintendo The Wonderful 101 .   Ela também aparece como personagem para download em Super Smash Bros. para Nintendo 3DS e Wii U, e como personagem inicial na sequência, Super Smash Bros. Ultimate .  